# Ramón Darío Molina Jaramillo
Ramón Darío Molina Jaramillo OFM (ur. 31 sierpnia 1935 w Envigado, zm. 15 października 2018) – kolumbijski duchowny katolicki, biskup diecezji Neiva w latach 2001–2012.

## Życiorys
Wstąpił do franciszkanów i rozpoczął studia w zakonnym seminarium w Cali, a następnie kontynuował studia na Uniwersytecie św. Bonawentury w Bogocie. Uzyskał tytuł z teologii dogmatycznej na Papieskim Uniwersytecie Laterańskim oraz z teologii moralnej na Akademii Alfonsjańskiej w Rzymie. 
6 stycznia 1957 złożył
profesję zakonną, zaś święcenia kapłańskie przyjął 26 października 1961. Był m.in. profesorem teologii moralnej i sakramentologii na Uniwersytecie św. Bonawentury oraz definitorem prowincjalnym.

### Episkopat
6 maja 1977 został mianowany przez papieża Pawła VI biskupem pomocniczym archidiecezji bogotańskiej ze stolicą tytularną Timici. Sakry biskupiej udzielił mu 29 czerwca tegoż roku ówczesny ordynariusz tejże archidiecezji, kard. Aníbal Muñoz Duque. 
23 marca 1984 został mianowany przez Jana Pawła II biskupem diecezji Montería.
19 stycznia 2001 papież przeniósł go na stolicę biskupią Neiva.
4 kutego 2012 przeszedł na emeryturę.
Zmarł 15 października 2018.